# Liste des jeux vidéo les plus mal reçus par la critique
Dans l'histoire du jeu vidéo, certains titres se sont distingués pour leur réception critique très mauvaise. Ils peuvent avoir reçu des prix ironiques et décalés (comme le Golden Mullet Awards), avoir été désignés comme les pires par des magazines ou des sites spécialisés, avoir reçu de mauvaises notes par les mêmes (ce qui se traduit par un score faible sur des agrégateurs comme Metacritic), ou peu appréciés des joueurs. Certains mauvais titres anciens ont refait parler d'eux par des vidéastes sur Internet, comme l'Angry Video Game Nerd ou le Joueur du Grenier. On parlera d'un mauvais jeu pour plusieurs raisons mais les principales étant des graphismes datés ou de piètre qualité, de nombreux bugs et glitchs, une maniabilité mal pensée.
La liste ne comprendra que des titres originaux étant connus pour être mauvais. Elle ne comprendra donc pas, sauf exception, les titres adaptés de films ou séries télévisées, souvent considérés comme de simples produits dérivés, ou de jeux indépendants, développés souvent par des équipes plus petites, parfois amateurs, et avec des attentes moindres.

## Années 1980

### Beat 'Em & Eat 'Em(1982)
Beat 'Em and Eat 'Em est un jeu vidéo pornographique développé par Mystique sur Atari 2600 en 1982. Les joueurs contrôlent deux femmes nues devant attraper le sperme tombant du toit, envoyé par un homme qui se masturbe. Le jeu s'est vendu à 80 000 copies. Sean "Seanbaby" Reiley l'inclut dans sa liste des 10 jeux les plus "sales" de tous les temps en 2002 : « Je suppose qu'il ne faut s'attendre à ce que les développeurs d'un jeu sur un pénis qui se masturbe soient des génies. » Le fondateur de Destructoid Niero Gonzalez le classe 2e jeu le plus sexuel de l'Atari 2600. Brett Elston de GamesRadar critique la représentation des femmes dans Beat 'Em & Eat 'Em et un autre titre de Mystique, Custer's Revenge : « Aucune personnalité, aucune motivation, juste un corps déformé à l'écœurement et la moralité la plus basse de ce côté de Sin City. » En 2011, Steven Poole du site Edge imagine une parodie de Beat 'Em & Eat 'Em basé sur le scandale du piratage téléphonique par News International, Whack 'Em & Hack 'Em, dans un article publié après l'arrêt de la Cour Suprême des États-Unis déclarant que l'ESRB pourrait réguler les jeux vidéo sans intervention du gouvernement.

### Custer's Revenge(1982)
Custer's Revenge a été développé par Mystique en 1982 pour l'Atari 2600. Le jeu est controversé pour son histoire représentant le viol d'une femme amérindienne. Il est également connu pour être de piètre qualité. Il est cité parmi les 10 jeux les plus honteux de tous les temps par GameSpy, le 3e pire jeu de tous les temps selon PC World et GameTrailers, et le 9e pire par Seanbaby dans Electronic Gaming Monthly.
En 2008, Tom Keenan, professeur à l'Université de Calgary, cite « l'horrible jeu Custer's Revenge », 26 ans après sa sortie, comme significatif dans la représentation des problèmes de violence dans le jeu vidéo pour le Calgary Herald. La même année, la version australienne PC Magazine le cite comme un des pires jeux jamais faits.

### E.T. the Extra-Terrestrial(1982)
E.T. the Extra-Terrestrial pour l'Atari 2600 est une adaptation du film E.T. l'extraterrestre de 1982 de Steven Spielberg, est connu pour avoir été codé en cinq semaines pour sortir à la fin d'année 1982. Le jeu s'est vendu à 1 500 000 copies, loin des 5 millions attendus d'Atari. Un grand nombre de copies a été renvoyé à l'entreprise car beaucoup de joueurs n'ont pas aimé. Des camions entiers de cartouches ont été enterrés dans un terrain vague du Nouveau-Mexique après l'échec commercial,,. E.T. est régulièrement cité comme un des titres ayant provoqué le krach du jeu vidéo de 1983, car Atari avait misé sur le fait que le jeu se vendrait par fidélité à la marque en dépit de la qualité,.
E.T. a été désigné comme pire jeu de tous les temps en 2006 par PC World, Electronic Gaming Monthly et le magazine FHM. GameTrailers le classe 2e pire adaptation de film en jeu, après Charlie's Angels, et 2e pire jeu de tous les temps après Superman 64. Certains le trouvent tellement mauvais que l'écran titre est le seul élément réussi. En 2007, GamePro cite E.T. comme l'un des 52 jeux les plus importants de l'histoire pour son rôle dans le crash de 1983 et la chute d'Atari alors dominant ; le jeu est le seul cité pour son impact négatif sur l'industrie.
Le testeur français Joueur du Grenier dit quant à lui, dans sa vidéo sur les jeux Atari 2600, qu'E.T. n'est pas le pire jeu du monde, si on le compare aux autres jeux Atari 2600. En 2020, il réalise une tier list des mauvais jeux qu'il a testés, où il décrit les gens plaçant E.T. et Superman 64 en haut de leur classement des pires jeux de tous les temps, comme "des moutons qui n'ont pas joué au jeu et ne font que suivre la tendance". Il compare également E.T. à d'autres jeux tels que Bubsy 3D: Furbitten Planet et Dragon's Lair sur NES, ajoutant notamment que "jamais E.T. et Superman ne s'assoient à la même table que Bubsy 3D ou de Dragon's Lair".

### Pac-Man(1982)
Le portage du jeu d'arcade Pac-Man sur Atari 2600 a été l'objet de lourdes modifications par rapport à l'original pour se conformer aux limitations de la console Atari. Les graphismes ont donc été simplifiés, le labyrinthe réduit et les fantômes « clignotent », le jeu ne pouvant afficher qu'un fantôme par image.
En 1998, le magazine Next Generation le désigne comme la pire conversion de tous les temps et attribue la détestation globale à sa mauvaise qualité, et Craig Harris fait de même pour IGN. Un autre éditeur d'IGN, Levi Buchanan, le décrit comme un "portage désastreux", citant les couleurs et le clignotement des fantômes.
Rétrospectivement, les critiques citent le Pac-Man d'Atari comme une des causes de la perte de confiance des clients de l'entreprise, ce qui a entrainé le krach du jeu vidéo de 1983. Bill Loguidice et Matt Barton de Gamasutra disent que la piètre qualité du jeu a endommagé la réputation de l'entreprise. Buchanan ajoute que des millions de fans ont été déçus et la confiance en Atari en a pâti,. L'ancien éditeur en chef de Next Generation Neil West attribue son scepticisme de longue date envers Atari à la déception connue devant le jeu enfant. Qualifiant le titre de pire désastre vidéoludique, Buchanan cite Pac-Man comme facteur de la chute d'Atari et de l'industrie dans les années 1980. L'auteur Steven Kent parle également de E.T. the Extra-Terrestrial comme responsable de la perte de réputation et de profitabilité d'Atari. Montfort et Bogost déclarent que la mauvaise réception du jeu a provoqué la perte de confiance chez les revendeurs, et le premier événement qui mènera au krach.
La mauvaise réception de Pac-Man, entre autres, a mené Atari à une perte de profit de 536 millions de dollars et la vente de la Division clients en 1984. Le 7 décembre 1982, Kassar annonce que la croissance de revenus d'Atari est passé de 50 % en 1981 à 15 % en 1982,. À cette annonce, la valeur des actions Warner Communications a chuté de 35 % — de 54 $ à 35 $ — causant une perte de valeur de 1,3 milliard £ sur le marché boursier,. Atari tentera de reprendre sa part en proposant des licences de jeux d'arcade populaires. Le revenu engendré ne suffira pas à empêcher l'entreprise de finir endettée et en 1983, l'entreprise perd 30 % de sa part de marché et accuse une perte de 356 millions de dollars.

### Friday the 13th(1989)
Friday the 13th, adaptation de la franchise de films d'horreur Vendredi 13 développé par Atlus et publié par LJN pour la Nintendo Entertainment System, a fait partie des titres portant son expansion "agressive" dans les jeux vidéo à licence a été rétroactivement critiqué pour son gameplay "cassé" et frustrant,.
Dans son numéro de septembre 2009, Game Informer liste Friday the 13th parmi les pires jeux d'horreur de tous les temps, notant que « les coups inévitables, les armes stupides et les ennemis déconcertants garantissent que votre équipe d'adolescents meure vite et sans cérémonie. S'ils surmontent ça, Jason va probablement apparaitre (comme par hasard) et vous tuer. » GamePro le classe 10e pire adaptation de film en jeu vidéo : « Dès l'écran-titre, le masque de hockey de Jason assis dans le noir, jusqu'à ce qu'un couteau jaillisse et perce le trou vide pour les yeux, Friday the 13th montre qu'il va défendre son nom. Malheureusement, ce qui suit est une boucle musicale et un gameplay incroyablement frustrant, signature de LJN. »
Testé par le Joueur du Grenier, celui-ci range Friday the 13th dans la catégorie "Ultra dur mais pas mauvais" de la tier list des mauvais jeux.

## Années 1990

### Action 52(1991)
Action 52 est un jeu sans licence développé par Active Enterprises pour la Nintendo Entertainment System (NES) en 1991. Il contient 52 jeux originaux de genres différent, allant du shoot 'em up au jeu de plates-formes. Action 52 est un titre dont la mauvaise réputation le précède. Le jeu est sorti à 199$ (ce qui selon GameSpy fixe le prix de chacun des jeux à 4$) et la plupart ont des mauvais graphismes et contrôles, remplis de glitches et de problèmes techniques, rendant certains titres impossibles à finir. Kill Screen qualifie l'ensemble des jeux de "merde" et Atari HQ le décrit comme « vraiment, horriblement, incroyablement mauvais. » Il est régulièrement cité parmi les pires jeux jamais faits et Atari HQ le désigne comme le pire de tous les temps. GameSpy le classe 5e parmi les plus honteux, le résumant à « un défilé sans fin de programmation inepte, de design répétitif et de pleine stupidité. » Une version profondément différente par FarSight Studios de Sega Genesis, Hardcore Gaming 101 existe et considérée comme meilleure mais « ça ne signifie pas grand chose. »

### Night Trap(1992)
Night Trap est un film interactif originellement publié pour la Sega CD par Sega en 1992. Il s'agit du premier film interactif de la console et a reçu à sa sortie des critiques mitigées. Si les animations fluides et l'humour étaient appréciées, le gameplay était considéré comme vide,. Le jeu est devenu connu après avoir été décortiqué pendant une audience du comité du Sénat américain sur la violence dans les jeux vidéo, au cours de laquelle le sénateur Joe Lieberman a affirmé que Night Trap montrait de la violence gratuite et défendait les agressions sexuelles contre les femmes. Le titre a par la suite été retiré des ventes dans les deux plus grosses chaines de magasins de jouets, Toys "R" Us et Kay-Bee Toys, après qu'elles eurent reçu de nombreuses plaintes.
Une fois la controverse tassée, Night Trap a connu plusieurs portages, comme pour la 32X et la 3DO. Ces versions ont été très mal reçues, le jeu ayant mal vieilli et le gameplay désormais perçu comme inexistant. Next Generation donne à la version 32X un score d'une étoile et GameFan le décrit comme « un jeu moyen qui a reçu plus d'attention qu'il n'en méritait. » Night Trap est cité parmi le pire jeux vidéo de tous les temps par Electronic Gaming Monthly, GamesRadar et Computer Gaming World.
Le Joueur du Grenier le décrit comme un nanar, un mauvais jeu devenu culte par son ambiance et ses dialogues, ce qui fait son charme.

### TitresLegend of Zeldasur Philips-CDi (1993–1994)
Alors qu'ils envisageaient de développer une extension additionnelle pour lire des CD-ROM sur Super Nintendo Entertainment System, Nintendo a permis à Philips d'utiliser certains de leurs personnages iconiques pour des jeux sur la Philips CD-i. En plus de Hotel Mario, Philips a sorti trois titres liés à la série The Legend of Zelda : Link: The Faces of Evil (1993), Zelda: The Wand of Gamelon (1993), et Zelda's Adventure (1994). L'implication de Nintendo dans le développement est très limitée.
Les deux premiers jeux, Faces of Evil et Wand of Gamelon, ont été développés avec Animation Magic sur le même moteur de jeu, et sortis ensemble. Les titres sont connus pour l'animation médiocre des scènes cinématiques, dessinées par un studio russe ; dans une critique de la série dérivée d'animation Princesse Zelda, un IGN décrit les jeux comme "infâmes" et Matthew Castle de Computer and Video Games considèrent ces scènes comme « terrifiantes, montrant Link comme un monstre aux membres flasques avec un visage qui flotte au-dessus de sa tête. »
Le troisième titre, Zelda's Adventure, développé par Viridis et au style très différent (vue de dessus avec un visuel réaliste et des sprites digitalisés), n'a pas été mieux reçu. Selon Castle, « si [Zelda's Adventure] n'a pas d'animations hideuses, il les remplace par des FMV d'un sorcier barbu (pas un acteur professionnel, mais le compositeur du jeu) dont le préambule incompréhensible fait passer Knightmare pour Le Seigneur des Anneaux. Il souffre également d'un gameplay plat et d'un glitch qui empêche d'avoir les musiques et les effets sonores en même temps,. »
Au-delà des animations, les critiques de GameTrailers ajoutent rétrospectivement que le jeu a « des contrôles à peine fonctionnels, aucun gameplay et quantité de bugs. » Danny Cowan de 1UP.com ajoute que les fans de Zelda « détestent presque tous ces jeux. »
The Wand of Gamelon a été classé 6e pire jeu de tous les temps par Electronic Gaming Monthly et 5e par GameTrailers. Le Joueur du Grenier le place quant à lui dans la catégorie "Purge Divine", la plus haute catégorie de la tier list des mauvais jeux, tandis que Zelda's Adventure est placé dans la catégorie inférieure. Durant la vidéo, il souligne la présence d'un bug dans Link: The Faces of Evil qui empêche de sauvegarder (les sauvegardes disparaissent après allumage). Sébastien Rassiat, de l'équipe du Grenier, prétend au sujet de Zelda's Adventure que ses développeurs "ont cassé un gameplay qui marchait".

### Hotel Mario(1994)
L'accord entre Philips et Nintendo pour les trois jeux The Legend of Zelda permettait également d'utiliser les droits des personnages liés à Super Mario. Si plusieurs jeux ont été commandés pour la CD-i, un seul est sorti : Hotel Mario, un jeu de puzzle dont les animations ont été réalisées par le même studio russe derrière celles de Link: The Faces of Evil et Zelda: The Wand of Gamelon. Les premières critiques ont été divisées, GamePro trouvant le jeu amusant, mais estimant qu'il finira par ennuyer les joueurs et que seuls les fans de Mario l'apprécieront.
Des critiques ultérieures ont été plus sévères, pointant le mauvais retour des contrôles et l'animation des fermetures de portes. IGN, s'il reconnait que Hotel Mario est meilleur que les Zelda de la CD-i, trouve le titre "vide" et inintéressant. GamesRadar classe Hotel Mario 48e pire jeu de tous les temps,, tandis que The Guardian qualifie le jeu de « tentative horrible de profiter des capacités FMV de l'inutile console CD-i. » Eurogamer le décrit comme « un peu plus qu'une version vraiment nulle de Elevator Action. » Les cinématiques du jeu ont souvent été tournées en ridicule, IGN les trouvant digne de Microsoft Paint.

### Plumbers Don't Wear Ties(1994)
Plumbers Don't Wear Ties est sorti en 1994 sur la console 3DO et sur PC pour un nombre limité de copies. Présenté comme un film interactif en FMV, seule la scène d'ouverture est animée, le jeu est un visual novel en images fixes. Le jeu s'est attiré les foudres du public pour son histoire "surréaliste" et "sexiste", et son mauvais doublage. Dan Seitz pour Uproxx compare Plumbers Don't Wear Ties à un film pornographique de série B, et considère que son utilisation constante d'images fixes est « la plus triste des tentatives de simuler un rêve. » IGN voit en Plumbers Don't Wear Ties « un symbole de tout ce qui ne va pas » avec le programme de licences de la 3DO en comparaison avec les autres consoles (qui demandent aux éditeurs de payer une charge de 3 $ par disque), notant que cela a attiré de petits studios dont les jeux « n'ont fait que renforcer l'idée selon laquelle la ludothèque de la 3DO était remplie de nullités. » PC Gamer qualifie Plumbers Don't Wear Ties de « jeu vide, un gâchis détestable [qui] est peut-être le responsable de la mort de la 3DO, du film interactif, et le secteur », le plaçant premier des jeux à ne surtout pas acheter en mai 2007.

### Shaq Fu(1994)
Shaq Fu, un jeu de combat avec la superstar du basketball Shaquille O'Neal, a reçu des avis mitigés lors de sa sortie, qui ont aimé le style graphique, les animations fluides et son gameplay solide, mais s'interrogeaient sur la pertinence de la présence de Shaq, sa faible difficulté et la petitesse des sprite des ennemis,. Allgame était aussi critique, reprochant les contrôles mous, la faible ressemblance de Shaq avec son avatar, une histoire vide avec des dialogues ridicules. Malgré l'accueil des critiques, Shaq Fu est détesté des joueurs, au point qu'il existe un site, shaqfu.com, dédié à la destruction de chacune des copies du jeu.
Levi Buchanan de IGN estime que Shaq Fu a reçu trop d'attention et de sympathie des critiques grâce au phénomène autour de'O'Neal, expliquant que « [son] ego avait atteint une telle masse critique qu'il en créait sa propre gravité. Et quand un ego devient aussi énorme, ceux qui nourrissent cet ego commencent à graviter atour de lui amoureusement. » Buchanan reconnait certains bons aspects de Shaq Fu, comme ses graphismes et animations, son histoire non-linéaire, sa simplicité par rapport à d'autres séries de jeux de combat comme les Soul et Virtua Fighter, mais l'histoire reste à ses yeux stupide et ses personnages nuls.

### Kasumi Ninja(1994)
Kasumi Ninja, un jeu de combat sur Atari Jaguar, est vu comme un clone de mauvaise qualité de Mortal Kombat ; GamePro commente que si les graphismes sont impressionnants techniquement, les choix esthétiques de mauvais goût rendent le jeu peu agréable à voir comme le changement de couleur des personnages, les coulures de sang, ou le mouvement du personnage d'Angus qui sort une boule de feu en soulevant son kilt. En pointant également les contrôles, la musique et l'accent de la voix de l'annonceur, « Kasumi est un guerrier de 64-bits destiné à rester dans l'ombre des jeux de combat 16 bits plus profonds. » Next Generation Magazine lui donne une étoile sur cinq, le décrivant comme « un exemple tragique de bonnes idées mal exécutées » avec « une animation sautillante », des contrôles mous et des mécaniques de gameplay « déconcertantes qui découragent d'aller au corps à corps. »
Dans une critique rétrospective, Allgame apprécie les visuels mais pas les contrôles, concluant en disant que le jeu n'est rien qu'« un horrible clone de Mortal Kombat profitant de la vague que seuls les plus grands fans de la Jaguar ne devraient pas ignorer. » GamePro résume son avis en disant que « Kasumi Ninja était un titre horrible, horrible de la Jaguar - mauvaises manettes, mauvais contrôles, menu atroce, personnages oubliables, et une histoire sans originalité – que, heureusement, l'histoire a oublié. » En 2009, Topless Robot le classe 4e pire copie de Mortal Kombat. En 2011, UGO.com le cite dans la liste des 102 pires jeux de tous les temps. La même année, Complex en parle comme « un des pires titres Jaguar dans une mer de mauvais titres Jaguar. » En 2012, Complex le classe 4e pire jeu de combat de tous les temps : « c'était dur de choisir entre Ultra Vortek, Fight for Life et Kasumi Ninja pour le pire jeu de combat sur Jaguar, mais on est partis sur le dernier parce que c'est le plus connu. Et aussi le pire. »

### Catfight(1996)
Catfight, qui se présente comme « le jeu de combat féminin ultime », est connu pour ses graphismes médiocres, son mauvais travail sur le son et les contrôles qui ne répondent pas,. Ron Dulin de GameSpot donne Catfight une note de 1,6/10, le considérant « sans l'ombre d'un doute le pire jeu ordinateur jamais vendu. » Il note l'existence d'un mode de difficulté qui fait que les personnages contrôlés par la machine ne font plus rien, et décrit la bande son « des gémissements énervants et répétitifs sur une mauvaise guitare de heavy metal », qu'un bug empêchait de désactiver dans les options. Il ne s'étend pas sur le sexisme du jeu et ajout que « si le mélange Mortal Kombat/combat de boue aurait pu être drôle, les développeurs étaient trop occupés à satisfaire leurs fantasmes préadolescents pour y mettre du second degré. » Un testeur de Next Generation commente qu'« il est tentant de croire que Catfight a été conçu comme une arme féministe retorse, tant il sert de punition à tous les mâles sexistes qui pourraient l'acheter. » Il lui donne une note d'une étoile sur cinq, ajoutant : « Notre système de notation ne nous laisse pas mettre zéro, donc [l'éditeur] Atlantean nous doit une étoile ».

### Bubsy 3D(1996)
Bubsy 3D, un jeu de plates-formes de la série des Bubsy sur PlayStation, a été négativement reçu pour ses problèmes de caméra, ses graphismes, ses contrôles et la voix de son personnage. Lors de sa sortie, Sushi-X de Electronic Gaming Monthly décrit le jeu : « Imaginez que votre manette est pleine de boue - c'est comme ça qu'on joue à Bubsy. » GamesRadar le décrit comme l'équivalent vidéoludique d'un Plan 9 from Outer Space ou Battlefield Earth. GameTrailers le désigne comme 8e pire jeu vidéo jamais fait et en parle comme d'une pâle copie de Super Mario 64, sorti à la même époque. Le testeur Internet Seanbaby le classe 17e pire jeu de tous les temps, critiquant ses contrôles, la personnalité du personnage et les graphismes.
En 2020, le Joueur du Grenier désigne Bubsy 3D comme "le pire jeu de tous les temps".

### Mortal Kombat Mythologies: Sub-Zero(1997)
Mortal Kombat Mythologies: Sub-Zero, un jeu de plates-formes dérivé de la série des Mortal Kombat et centré sur Sub-Zero, a été mal reçu pour ses mauvais contrôles, ses graphismes datés et son gameplay punitif,. Le portage Nintendo 64 est connu pour perdre en qualité, notamment avec la disparition des cinématiques en full motion video. Les versions PlayStation et N64 ont des taux d'approbation sur GameRankings de 53,20 % et 44,84 % respectivement,.
Mikel Reparaz de GamesRadar ajoute que si le concept d'un jeu dérivé sur un personnage populaire aurait pu fonctionner, le jeu « a fini par être un mélange affreux de sprites laids, morts nulles et un bouton qui ne sert qu'à changer la direction vers laquelle on pointe, et moins on en parle, mieux c'est. » Mortal Kombat Mythologies: Sub-Zero est listé parmi les pires jeux Mortal Kombat par IGN.com, dont le test soulève les graphismes datés, les animations raides et les contrôles peu maniables et avec beaucoup de latence.
Midway Games avait prévu de faire toute une série de jeux intitulée Mythologies avec d'autres personnages, mais le mauvais accueil critique a poussé le studio à annuler.

### Extreme Paintbrawl(1998)
Extreme Paintbrawl, un jeu de tir à la première personne basé sur le paintball, a été critiqué pour ses maps mal conçues et recréant mal un terrain de paintball, ses modes de jeu n'étant que des variations de capture du drapeau, l'intelligence artificielle non-fonctionnelle (les joueurs contrôles par ordinateur se coinçaient souvent dans les murs ou les portes), et son mode d'entrainement qui consistait à visiter les maps sans ennemis ni cibles. On lui reproche également l'utilisation du moteur Build, connu pour faire tourner Duke Nukem 3D mais déjà considéré comme obsolète en 1998,.
GameSpot donne à Extreme Paintbrawl un 1,7/10, décrivant l'échec du jeu qui tente d'« unir un moteur de jeu usé avec le phénomène du paintball », et que le jeu est tellement bugué qu'il n'aurait jamais dû dépasser le stade du beta-test. Le testeur conclut en disant : « c'est peut-être un des pires jeux que j'ai vus depuis des années, aussi déconnecté de la réalité que du monde du jeu en général. » IGN donne à Extreme Paintbrawl un 0,7/10, notant que seule la bande-son peut être considérée comme extrême.

### South Park(1999)
Adapté de la série d'animation éponyme de Comedy Central, South Park, sortie sur PlayStation et PC, a été mal reçu pour ses graphismes, ses dialogues répétitifs et les faiblesses de son mode multijoueur. Il reçoit la note de 1,4/10 de GameSpot pour la version PlayStation, qui déclare à son sujet : « South Park est définitivement un de ces jeux auxquels vous penserez en cherchant le pire jeu jamais joué. »

### Superman 64(1999)
Adapté de la série d'animation Superman: The Animated Series par Titus Software, Superman sur Nintendo 64 (aussi connu sous le nom Superman) montre Superman dans un affrontement contre Lex Luthor pour sauver Metropolis. Lors de sa sortie, le jeu s'est vu reprocher son extrême répétitivité, ses objectifs difficiles et confus, ses contrôles raides, de nombreux glitchs et ses graphismes laids,,. Le jeu est très connu pour ses circuits d'anneaux non annoncés et avec une limite de temps qui ne laisse presque aucune marge d'erreur. La difficulté de ces circuits est augmentée par la faible distance d'affichage cachée derrière un brouillard de distance, expliqué dans le jeu comme un aspect de la réalité virtuelle où le jeu prend place, mais auparavant décrite comme un brouillard de kryptonite par les développeurs,. Titus a été très critiqué pour la mauvaise qualité de son jeu; les producteurs se sont défendus en affirmant avoir plus d'ambition mais « le propriétaire nous a tué » et le jeu final ne représente que 10% de ce qu'ils comptaient faire.
Superman est listé comme le pire jeu de tous les temps par GameTrailers, le pire jeu sur une console Nintendo par Nintendo Power, la pire adaptation de comics en jeu vidéo par GameSpy et GameDaily, et pour beaucoup comme le deuxième pire jeu de tous les temps, après E.T.
En 2020, le Joueur du Grenier pense quant à lui que Superman 64 n'est pas aussi mauvais qu'on le croit, si on le compare à d'autres jeu.

## Années 2000

### Carmageddon 64(2000)
Adapté de la série de jeux sur PC, Carmageddon 64 a été développé par Aqua Pacific pour la Nintendo 64 et les tests mettent en avant ses graphismes, ses contrôles, et globalement sa mauvaise adaptation de la série sur console. Matt Casamassina de IGN affirme que le jeu est pire que Superman 64 (également édité par Titus aux États-Unis). GameSpot est très dur avec le jeu, Carmageddon 64 ne parvenant pas à recréer l'ambiance addictive des versions PC. Nintendo Power se montre moins sévère et donne une note de 5,7/10.
Sur GameRankings, Carmageddon 64 a un taux d'approbation de 28,50 % basé sur 6 tests. En 2011, Guinness World Records le désigne jeu de course sur Nintendo 64 le plus mal noté.

### Daikatana(2000)
Daikatana a été repoussé plusieurs fois entre sa conception début 1997 et sa sortie en 2000. Il s'est retrouvé alors techniquement dépassé par des titres comme Quake III Arena et Unreal Tournament, rendant Daikatana daté sur le marché. Les joueurs ont critiqué les mécaniques de gameplay, comme un nombre artificiellement limité de sauvegardes par niveau et la présence de compagnons gérés par la machine qui s'avéraient plus gênants qu'utiles. Daikatana a donc reçu des critiques mitigées des testeurs et des joueurs. On trouve un test de la version Nintendo 64 dans Nintendo Power, avec une note de 5,6/10, daté de 5 mois avant la sortie officielle du jeu aux États-Unis.
John Romero s'excusera de la publicité « John Romero's about to make you his bitch ». Il reviendra sur la campagne : « jusqu'à cette publicité, je sentais que j'avais une bonne relation avec la communauté des joueurs et développeurs et cette pub a tout changé. Cette stupide pub. Je la regrette et je m'en excuse. »
L'échec critique et commercial du titre est grandement responsable de la fermeture des bureaux de Ion Storm à Dallas. ScrewAttack l'a désigné 7e échec de l'année 2009, à cause de sa campagne publicitaire et de la déception des joueurs après l'attente créée par Romero. GameTrailers le classe 2e plus grosse déception de la décennie 2000, pour ses problèmes d'intelligence artificielle, ses retards, sa campagne de promotion et les problèmes internes du studio. Le vidéaste critique Ben Croshaw, dans un épisode rétrospectif de Zero Punctuation, donne les mêmes raisons pour parler de Daikatana comme « une des déceptions les plus connues dans l'histoire des FPS », le comparant à Duke Nukem Forever. Il est cité parmi les pires jeux jamais sortis par GamesRadar en 2014.

### Mortal Kombat: Special Forces(2000)
Mortal Kombat: Special Forces est le deuxième jeu d'action dérivé de la série des Mortal Kombat, sorti sur PlayStation en 2000 après Mortal Kombat Mythologies: Sub-Zero. Comme Mythologies, le jeu a été mal reçu par les critiques et les fans. Il obtient une note moyenne de 28/100 de Metacritic, avec des notes de 2,1/10 de GameSpot et 3/10 de IGN.
Les ventes ont été si mauvaises que Midway a mis en pause la production des jeux de la série avant Mortal Kombat: Deadly Alliance (2002). Ed Boon déclare : « Le jeu a eu un développement houleux et n'a finalement pas réussi à être bon ». En 2011, GamesRadar le classe 2e produit dérivé le plus absurde de Mortal Kombat (après Mortal Kombat: Live Tour). En 2013, GamesRadar le classe 41e pire jeu jamais fait.

### Spirit of Speed 1937(2000)
Spirit of Speed 1937 est un jeu de course avec des voitures des années 1930. Il atteint un taux d'approbation de 39,33% sur GameRankings. Jeremy Dunham de IGN lui donne 2,2/10, critiquant les temps de chargement, les tracés des courses, les contrôles et les graphismes, concluant qu'il s'agit de « la pire excuse pour toucher un jeu sur Dreamcast. » Frank Provo de GameSpot lui met une note de 1,9/10, citant les mauvais effets sonores et les visuels, le nommant pire jeu de l'année 2000.

### Kabuki Warriors(2001)
Kabuki Warriors est un jeu de combat, sorti au lancement de la Xbox. GameSpot lui donne 1,4/10 et le désigne pire jeu de l'année 2001 tandis que le magazine Edge lui met 1. Game Informer donne un demi-point, reprochant les mécaniques de jeu, le rédacteur en chef Andy McNamara déclarant : « J'ai littéralement gagné un combat en tapant la manette sur mon cul. J'aimerais dire que c'est une blague, mais le score est sérieusement de Kabuki Warriors 0, mon cul 1. »

### The Simpsons Wrestling(2001)
The Simpsons Wrestling est un jeu de combat adapté de la série d'animation The Simpsons. Sorti sur PlayStation, développé par Big Ape Productions, il a été édité par Electronic Arts en Europe et Activision en Amérique du Nord et distribué par Fox Interactive. L'accueil critique de The Simpsons Wrestling a été très mauvais, pointant son gameplay simpliste et déséquilibré et ses mauvais graphismes. Il a un taux d'approbation de 41,21 % sur GameRankings et 32/100 sur Metacritic. IGN lui donne la note de 1/10, le qualifiant de « démolition la plus horrible jamais faite à une licence ».

### The Simpsons Skateboarding(2002)
The Simpsons Skateboarding, un jeu de skateboard adapté de Les Simpsons, a été mal accueilli pour ses graphismes, ses sons, sa musique, ses contrôles, et son absence d'innovation par rapport à la concurrence,. Le jeu a une note moyenne de 38/100 sur Metacritic.
GameSpy le décrit comme « un cas d'école de mauvais game design », critiquant son schéma de contrôle bizarre, ses mauvais visuels, ses animations, le tout ne constituant d'un clone d'un jeu Tony Hawk Pro Skater mais en moins bien fait : « il n'y a rien de nouveau ou d'innovant dans ce jeu. On n'atteint même pas le niveau moyen de fun. Si ce n'était pas un jeu Simpsons, ce jeu n'aurait rien pour lui. Mais en tant que tel, même la franchise The Simpsons ne peut sauver le jeu ». Avec une note de 3,9/10, GameSpot ne voit dans le jeu qu'« un Tony Hawk du pauvre », le style graphique du jeu angulaire, les modèles 3D de personnages de moins bonne qualité que ceux utilisés dans "Treehouse of Horror VI", et les boucles de dialogue répétitives. En conclusion, ils avancent que « le jeu fait un usage tellement forcé de la licence que les joueurs les moins aguerris ou les fans les plus purs des Simpsons pourraient s'amuser avec The Simpsons Skateboarding ».

### Batman: Dark Tomorrow(2003)
Basé sur le personnage de DC Comics Batman, Batman: Dark Tomorrow a été très critiqué pour son gameplay hasardeux, ses missions répétitives et des problèmes de caméra ; de plus, les joueurs ont peu apprécié de voir que le seul indice pour débloquer la « bonne » fin du jeu se trouve dans un guide officiel. GameSpot lui donne 2,8/10, et IGN une note de 2,2/10 pour la version Xbox et 3,5/10 sur GameCube. GameRankings donne un taux d'approbation de 24,06 % pour la version Xbox et 27,83 % pour la version GameCube tandis que Metacritic donne une note de 25/100 pour la version Xbox et 29/100 pour la version GameCube. Un portage sur PlayStation 2 était prévu avant d'être annulé à la suite du mauvais accueil. En 2015, GamesRadar nomme Dark Tomorrow 18e pire jeu, affirmant qu'il fait pire que Epic Mickey.

### Charlie's Angels: Les Anges se déchaînent!(2003)
Sorti en parallèle du film du même titre et avec les voix de Cameron Diaz, Drew Barrymore et Lucy Liu, Charlie's Angels : Les Anges se déchaînent ! s'est distingué pour son gameplay pauvre et bugué, la mauvaise modélisation des personnages, les styles de combat indifférenciables et son histoire. Alex Navarro de GameSpot parle du mauvais jeu d'acteur dans les voix, pourtant celles des acteurs du film, en disant qu'il « donne l'impression qu'ils ont tous été réveillés avec la gueule de bois et jeté devant un microphone. » Il lui donne une note de 1,9/10, qualifiant le jeu d'« horrible démonstration d'incompétence ». IGN donne à Les Anges se déchaînent ! un 4,0/10, le décrivant comme « l'exemple typique de ce qui arrive quand personne ne se soucie de l'adaptation numérique d'une saga de films à succès » avec son gameplay vide, et n'étant « ni sexy ni cool » comme les films. GameTrailers désigne Les Anges se déchaînent ! comme étant le « Pire Jeu tiré d'un film de tous les temps », le considérant « dégradant, non seulement pour les femmes, non seulement pour les jeux vidéo mais pour l'humanité elle-même ».
Charlie's Angels : Les Anges se déchaînent ! a un score sur Metacritic de 23/100 et un taux de 23,74 % sur GameRankings, le plus bas atteint pour tous les jeux avec plus de 20 critiques de mars 2011.

### Aquaman: Battle for Atlantis(2003)
Aquaman: Battle for Atlantis a été mal reçu pour ses contrôles, ses graphismes et son gameplay répétitif. GameSpot donne au jeu une note de 2,3/10, déclarant que « le jeu a le strict minimum pour être techniquement un jeu, même s'ils sont mal fichus. » Aquaman a été désigné comme un des pires jeux de tous les temps par l'émission X-Play de la chaîne G4 ; en référence à la coupe de cheveux d'Aquaman dans le jeu, X-Play a créé le Golden Mullet Award pour le pire jeu de l'année. Le jeu a un score Metacritic de 27/100 pour sa version GameCube et 26/100 pour la version Xbox.

### Drake of the 99 Dragons(2003)
Drake of the 99 Dragons a une note de 22/100 sur Metacritic, ce qui en fait le 2e plus mauvais jeu de la XBox. En 2009, il se place à la 11e place des jeux les moins bien reçus durant les 15 dernières années par GamesRadar. Alex Navarro de GameSpot décrit le jeu comme « une cacophonie de mauvais effets et de mauvais jeu d'acteur » — reconnaissant des sons tirés de AOL Instant Messenger, et comparant la voix du personnage principal comme un mélange de présentateur de jeu télévisé et du « gars de Moviefone »,. Il reproche également une histoire incompréhensible
Aaron Boulding de IGN donne 2,9/10 ; il apprécie le style visuel et les effets sonores du bullet time, il conclut en disant que Drake of the 99 Dragons était « une bonne idée qui a complètement déraillé et fini en catastrophe ». GameSpot donne une note plus basse avec 1,6/10, le considérant comme un échec en tous points.

### Big Rigs: Over the Road Racing(2003)
Big Rigs: Over the Road Racing est un jeu de course édité et distribué par Stellar Stone, où le joueur contrôle des semi-remorques. Big Rigs s'est fait connaitre pour avoir été vendu en version pré-alpha : il n'y a donc aucune détection de collision, les véhicules pouvant donc traverser les autres coureurs et les obstacles, et des problèmes de physique permettant de conduire sur des plans verticaux ou d'accélérer indéfiniment en marche arrière. L'absence d'intelligence artificielle fait que les concurrents contrôlés par la machine ne démarrent jamais, ce qui fait qu'il est impossible de perdre. Les textes sont également plein de fautes de grammaire et de typographie, comme le message de victoire qui dit : "YOU'RE WINNER !".
Big Rigs est listé parmi les pires jeux jamais faits par GameSpot et Computer and Video Games, avec les plus mauvaises notes possibles de leurs parts. Le considérant comme le pire jeu jamais fait dans leur segment Games You Should Never Buy, Morgan Webb de X-Play refuse de noter Big Rigs sur l'échelle de 1 à 5. Il atteint les pires scores sur les sites d'agrégation avec 8/100 sur Metacritic et 3,83% sur GameRankings,. Big Rigs a été nommé 2e pire jeu de la décennie.
Malgré l'accueil critique calamiteux (qui a pu provoquer la curiosité des joueurs), Big Rigs s'est très bien vendu via les versions à prix réduit ; aucun chiffre officiel n'existe mais GameSpot estime à 20 000 copies. Stellar Stone a depuis sorti un patch qui corrige une partie des problèmes mais beaucoup restent existants.

### Bubble Bobble Revolution(2005)
Bubble Bobble Revolution est un jeu de plates-formes de la série des Bubble Bobble pour la Nintendo DS. Les critiques lui ont reproché son level design, son style visuel daté, et de nombreux glitchs dont un qui rend injouable tous les niveaux au-delà du 30e  ; IGN en rit, disant qu'il « empire un jeu déjà mauvais ». Codemasters, l'éditeur du jeu, a répondu en sortant une version corrigée avec une copie gratuite de Rainbow Islands Revolution.
Le jeu a un score de 38/100 sur Metacritic basé sur 19 tests.

### Lula 3D(2005)
Le jeu d'aventure pour adultes Lula 3D s'est vu reprocher son gameplay laborieux, ses puzzles mal pensés, ses mauvais graphismes (avec des problèmes d'animation, un taux de rafraichissement inconsistant, et une sur-utilisation des modèles de personnages), son jeu d'acteur, la qualité de sa traduction anglaise, et un humour trop enfantin pour sa cible,,. Sur Metacritic, le jeu atteint un taux d'approbation de 28 % sur 14 tests. Jolt Online Gaming donne Lula 3D un 1,8/10 pour avoir « fait toutes les erreurs possibles de la part d'un concepteur de jeu d'aventure en 3D » critiquant les contrôles et la caméra, le gameplay impliquant de « trainer partout et écouter les descriptions mal traduites et mal jouées de Lula sur tout ce qui vous entoure, tout en ramassant tout ce sur quoi on peut mettre la main », et des acteurs vocaux évoquant des auditions pour une ligne de téléphone rose. En conclusion, Jolt dit : « si vous aimez les bons jeux, Lula 3D n'est pas pour vous. Si vous aimez les blagues de sexe, Lula 3D n'est pas pour vous. Si vous n'avez aucun scrupule à vous exciter devant des personnages en 3D mal faits qui couchent ensemble, allez consulter votre thérapeute le plus proche ».
Eurogamer donne Lula 3D un 2/10, ironisant sur la mauvaise qualité et l'humour immature (comme le Bouncin' Boobs Technology vendu sur la boîte) évoquent un jeu développé par et pour des adolescents de 12 ans. PC Zone met 3,1/10, le trouvant tellement déconcertant qu'il tient du nanar,.
En 2013, Polygon cite Lula 3D parmi d'autres jeux « bas du front » comme une des raisons qui expliquent que l'industrie du jeu vidéo voit d'un mauvais œil les jeux pour adultes.

### Bomberman: Act Zero(2006)
Remake du premier opus de la série Bomberman, Bomberman: Act Zero s'est vu critiqué pour ses longs temps de chargement, ses problèmes de collision, sa bande-son oubliable, une réutilisation des textures des graphismes pour chaque niveau, son gameplay répétitif, son absence de sauvegarde, une intelligence artificielle déséquilibrée et un changement de ton inapproprié vers une ambiance plus sombre et futuriste. Le mode "First-Person Bomberman" connait des problèmes d'angles de caméra et son nom mensonger, car le mode est à la 3e personne. Il a un score de 34/100 sur Metacritic.
Mike Smith sur Yahoo! Games estime que les développeurs n'ont pas compris ce qui fonctionnait dans Bomberman et reproche aux personnages d'être génériques. Patrick Shaw de GamePro le considère comme une mauvaise introduction à la série et un titre dispensable pour les fans. Cracked.com le cite parmi les 6 spin-off de jeu vidéo les plus décevants de 2013, affirmant qu'ils ont remplacé tout ce qui amusait dans Bomberman pour le rendre déprimant.

### Sonic the Hedgehog(2006)
Conçu pour célébrer les 15 ans de la franchise et relancer la série sur les consoles de nouvelle génération, Sonic the Hedgehog a connu plusieurs complications pendant son développement, forçant à sortir une version bâclée pour Noël 2006, mal reçue par les critiques et les joueurs pour ses contrôles très sensibles, ses mauvais angles de caméras, de nombreux glitchs, une histoire décevante, des temps de chargement lourds et un mauvais level design. IGN déclare : « il a quelques bonnes idées, et une poignée de bons moments, mais rien ne sauve le jeu de sa perte de contrôle » tandis que GameSpot se plaint du gameplay, des glitchs, des problèmes de caméra et des personnages secondaires, affirmant que « seul le fan le plus pur de Sonic the Hedgehog pourrait extraire un bon moment du dernier opus de Sega. » GameTrailers critique l'histoire : « vous feriez mieux d'aller lire une fan fiction sur Internet », et le liste parmi les dix plus grosses déceptions de la décennie.
Le jeu a une note moyenne sur Metacritic de 46/100 pour la version Xbox 360 et de 43/100 pour la version PlayStation 3 . En 2015, GamesRadar désigne Sonic the Hedgehog 43e pire jeu vidéo jamais fait, pour sa caméra et son histoire.

### Vampire Rain(2007)
Les tests de Vampire Rain montrent les problèmes d'intelligence artificielle des ennemis, les contrôles, les barres de vie et les modes multi-joueurs. Le jeu a aussi été critiqué pour avoir repris grossièrement des éléments de jeu d'infiltration comme Metal Gear Solid et Splinter Cell, sa grande difficulté et ses niveaux linéaires. Toutefois, sa musique légère a été saluée. Vampire Rain: Altered Species a également été mal reçue. Un test de GameSpot met en avant que la version améliorée du jeu sur PlayStation 3 n'offre que peu de changements par rapport à la version Xbox 360. IGN décrit Altered Species comme « un gros accident ». Le titre a été mieux reçu au Japon avec une note de 30/40 par Famitsu.

### Ninjabread Man(2007)
Ninjabread Man, un jeu à petit budget sur Wii développé par Data Design Interactive et édité par Conspiracy Entertainment, a été critiqué pour ses problèmes de caméra, ses contrôles, ses graphismes et sa courte durée de vie ; certains testeurs ont réussi à le finir en une demi-heure. IGN donne à Ninjabread Man 1,5/10, décrivant le jeu comme un « beau bordel » et avoir « juste assez de character design et de gameplay pour présenter quelque chose à l'arrière de la boîte », mais reconnait que le concept est drôle et que la jaquette est une des meilleures des jeux Wii. Thunderbolt a un avis similaire sur Ninjabread Man avec 1/10,reconnaissant l'idée originale mais une réalisation sans innovation et reste un jeu de plates-formes basique,.
Data Design Interactive sera critiqué par la suite par Eurogamer et IGN pour ses titres suivants, comme Anubis II, Myth Makers: Trixie in Toyland et Rock 'n' Roll Adventures, qui réutilise le moteur de jeu, le gameplay et les musiques de Ninjabread Man, avec des problèmes similaires. IGN le cite comme exemple d'une approche privilégiant la quantité sur la qualité dans le jeu vidéo, mais que sur tous ces titres, Ninjabread Man a plus d'intérêt que les trois suivants,,. Eurogamer met aux quatre titres la note de 1/10, concluant que les jeux sont des « déchets de haut rang. De pâles copies à budget réduit. On mérite mieux. J'ai vu des gens s'intéresser à Ninjabread Man pour son nom rigolo. Ne vous faites pas avoir. »
Sur Metacritic, Ninjabread Man a une note moyenne de 20/100 basée sur 6 tests.

### Leisure Suit Larry: Box Office Bust(2009)
Leisure Suit Larry: Box Office Bust, le 8e opus de la série de jeux d'aventure pour adultes Leisure Suit Larry, a été développé par Team17, et édité par Codemasters — après avoir racheté la licence de Activision Blizzard. Box Office Bust s'est vu reprocher son gameplay, ses graphismes datés, son histoire incohérente, ses problèmes techniques et sonores, son jeu d'acteur et son humour. Sur Metacritic, la version PC a une note moyenne de 20/100 sur 17 tests, et la version PlayStation 3 fait moins bien avec une note de 17/100 basé sur 11 critiques,.
IGN dit de Box Office Bust qu'il est « mal fini à un point frustrant, vidé de tout charme, et plein de défis usants et énervants [...] avec des dialogues plats et gênants crachés par des personnages totalement détestables » et conclut en disant qu'il n'a rien qui soit digne d'intérêt.
ScrewAttack, Giant Bomb et l'émission télévisée australienne Good Game désigne Leisure Suit Larry: Box Office Bust pire jeu de 2009. Al Lowe, créateur de Leisure Suit Larry, a publiquement remercié VU Games sur son site pour l'avoir tenu éloigné de la production du jeu.

### Stalin vs. Martians(2009)
Stalin vs. Martians est un jeu de stratégie en temps réel parodique développé par Black Wing Foundation, Dreamlore et N-Game, sorti en 2009. Décrit comme "trash et allant trop loin" par ses créateurs, le jeu tourne en dérision les jeux de stratégie sur la Seconde Guerre mondiale et use d'un humour rappelant les Monty Python. Les développeurs de Stalin vs. Martians affirment que leur jeu « est clairement une parodie, qui s'approche parfois de la satire » et est « à mi-chemin de devenir une icone trash icon de l'industrie du jeu vidéo pour des années ». Dans certaines interviews, le concepteur en chef compare le jeu aux films Troma.
Stalin vs. Martians s'est fait démolir par les critiques. Il a un score d'approbation de 23,41 % sur GameRankings et une note moyenne de 25/100 sur Metacritic. GameSpot le désigne Flat-Out Worst Game de 2009, lui donnant une note de 1,5/10 et le déclarant « peut-être le pire RTS jamais créé ». IGN, qui lui met 2/10, remarque le jeu n'a aucun élément évoquant un RTS et se demande s'il n'a pas été fait en 1994 et enfermé dans un coffre jusqu'en 2009 pour expliquer les graphismes datés. Resolution, qui donne une note de 35 %, prévient les lecteurs de ne pas acheter le jeu, même s'il parvient à amuser par moments.

### Ju-On: The Grudge(2009)
Ju-on: The Grudge est un jeu vidéo survival horror développé sur Wii pour les 10 ans de la série de films Ju-On, et dirigé par le réalisateur de films Takashi Shimizu.
Ju-on: The Grudge a été globalement mal accueilli par la critique : il a un score Metacritic de 39/100 et de 40,22 % sur GameRankings. GameSpot, qui lui donne une mauvaise note, se plaint de ses contrôles et de la longueur. Quant à IGN, il dit : « Ju-On: The Grudge Haunted House Simulator est mauvais. Les graphismes sont mauvais, la présentation est mauvaise et le gameplay est mauvais. En fait, tout est si mauvais que le jeu finit par être franchement nul. »

### Rogue Warrior(2009)
Rogue Warrior était d'abord développé par Zombie Studios sous le titre Rogue Warrior: Black Razor. Pensé sur le moteur Unreal Engine 3 avec un gameplay en mode coopératif à 4 joueurs et 24 joueurs en affrontement sur des cartes générées aléatoirement par un système nouveau. Cependant, l'éditeur Bethesda Softworks n'était pas convaincu de la direction prise, citant notamment le manque de charisme du personnage principal Richard Marcinko. Bethesda a donc repris le projet du début avec Rebellion Developments prenant la suite de Zombie Studios mais en reprenant le développement du début.
À sa sortie, Rogue Warrior a été démoli par les critiques pour ses contrôles, sa vulgarité, sa durée de vie courte, son mode multi-joueur très limité et des mécaniques de combat qui ne fonctionnent pas,. Kevin VanOrd de GameSpot donne à Rogue Warrior une note de 2,0/10, le décrivant comme un plagiat et dit de Richard Marcinko qu'il « ne fait pas que jurer — il lâche une tête nucléaire de gros mots. » Jeff Hayes de IGN déconseille à tout le monde d'y jouer, reprochant également son histoire inexistante et lui donne 1,4/10. Richard Leadbetter d'Eurogamer le considère comme le pire jeu auquel il ait joué sur PS3 ou XBox 360.

### Tunnel Rats: 1968(2009)
Le jeu de tir à la première personne Tunnel Rats: 1968 est basé sur le film Tunnel Rats se passant pendant la Guerre du Viêt Nam réalisé par Uwe Boll, et développé par Replay Studios. On lui a reproché sa mauvaise écriture et son jeu d'acteur, la caractérisation du protagoniste, ses environnements de tunnel monotones et l'abus de pièges comme mécanique de jeu, notamment la précision extrême nécessaire au désamorçage, des viseurs peu précis, des graphismes datés et sa très courte durée de vie. Les tests mettent en avant de nombreux bugs majeurs, comme des grenades qui ne fonctionnent plus si le joueur meurt ou les problèmes de collision qui pouvaient coincer le joueur dans une zone normalement inaccessible,. GameSpot critique le portrait fait du personnage jouable Brooks, un soldat américain mal écrit et mal interprété. La possibilité de regagner de la vie en coupant les oreilles des soldats vietnamiens a été considérée comme de mauvais goût et difficile, car il faut viser un point très précis pour la collecter.
Rock Paper Shotgun commence son test en rappelant la réputation d'Uwe Boll qui a réalisé de mauvaises adaptation de jeu vidéo en films, et que Tunnel Rats est très mauvais, au point que le bugs ne lui ont pas permis de dépasser le niveau 2. GamesRadar le trouve également mauvais de bout en bout, mais ironise en le trouvant meilleur que les films de Boll. Tunnel Rats a un score Metacritic de 30/100 basé sur 7 tests.

## Années 2010

### Final Fantasy XIV(2010)
Final Fantasy XIV était un MMORPG de la série Final Fantasy de Square Enix, développé comme un successeur spirituel de Final Fantasy XI. Le jeu est sorti sur PC le 30 septembre 2010, avec un portage sur PlayStation 3 prévu ultérieurement. Cependant, le lancement de la première version s'est très mal passé, avec un gameplay forçant à passer des heures à des tâches répétitives, des contrôles mal pensés et une interface confuse,. Le jeu a une note moyenne de 49/100 sur Metacritic.
Peu après le lancement, le PDG de Square Enix Yoichi Wada s'est publiquement excusé de la qualité du jeu lors du Tokyo Game Show de décembre 2011, reconnaissant l'impact du titre sur la licence Final Fantasy. Le portage sur PlayStation 3 a été annulé, et Square Enix a fini par couper les serveurs du jeu le 11 novembre 2012, pour le refaire intégralement et le ressortir sous le titre Final Fantasy XIV: A Realm Reborn. Sortie en août 2013, cette version a été bien mieux reçue, avec une note de 83/100 sur Metacritic pour la version PC.

### Power Gig: Rise of the SixString(2010)
Sorti à une époque où le genre du jeu musical basé sur un univers rock était saturé, Power Gig: Rise of the SixString — développé par Seven45 Studios, un sous-traitant du fabricant d'instruments d'entrée de gamme First Act — a tenté de se différencier des Rock Band et Guitar Hero en proposant une vraie guitare électrique en guise de contrôleur plutôt qu'un modèle plastique simplifié, et au lieu de tambourins électroniques, le jeu utilisait un système de capteurs de mouvement au sol appelé AirStrike. Le studio présentait ce choix comme plus silencieux et compact ,.
Power Gig a été mal reçu par les critiques, trouvant la guitare de mauvaise qualité — comme contrôleur ou simple instrument — et le système AirStrike peu fonctionnel — avec des problèmes de détection de mouvement et un logiciel propriétaire qui empêchait l'utilisation d'autres contrôleurs. Le gameplay de Power Gig ne se différenciait pas des autres titres du genre. Griffin McElroy de Joystiq pointe ironiquement que malgré son principe d'utiliser une guitare, utiliser un nouveau jouet sur un vieux jeu ne le fait pas mieux fonctionner,,. Les critiques considèrent également que le gameplay de Power Gig est moins complet que les modes "Pro Guitar" de Rock Band 3,,.
Le jeu s'est vu également reproché son histoire, l'absence de mode sur guitare basse, et des problèmes de graphismes et d'animation,,. Power Gig a une note moyenne de 36/100 sur Metacritic et est considéré comme le pire jeu de 2010 par Giant Bomb.

### Doctor Who: Return to Earth(2010)
Basé sur la série télévisée éponyme, Doctor Who: Return to Earth sur Wii a été très mal reçu. Official Nintendo Magazine lui donne un taux d'approbation de 19 %, et le considère comme « une insulte aux fans de Doctor Who. » Cependant, il s'est hissé à la 11e place des meilleures ventes sur Wii au Royaume-Uni.
Les deux présentateurs de l'émission australienne Good Game lui ont mis respectivement une note de 1/10 et 1,5/10, le considérant comme un des pires jeux qu'ils ont testés, avec des graphismes de l'époque de la PlayStation ou Nintendo 64 et que le joueur passe autant de temps à reconnaître les ennemis qu'à les éviter. Les seuls points positifs qu'ils donnent sont la protection de la Wiimote en forme de tournevis sonique et qu'en comparaison, Doctor Who: Evacuation Earth a l'air d'un chef-d'œuvre. Le site ScrewAttack! déclare Doctor Who: Return to Earth pire jeu de la Wii de 2010. Metro a fortement déconseillé aux fans de Doctor Who d'acheter le jeu.

### Duke Nukem Forever(2011)
Duke Nukem 3D, le 3e titre de la série Duke Nukem, est sorti par 3D Realms en 1996 et fut un succès commercial et critique. Cependant, sa suite, Duke Nukem Forever, annoncée l'année suivante, a accumulé les retards et les problèmes pendant 14 ans, avec si peu d'informations sur l'avancement qu'il a souvent été cité comme un vaporware. Il a été révélé par la suite que le jeu a subi un changement de moteur de jeu, la réduction de 3D Realms, des conflits avec Take-Two Interactive lors de l'acquisition des droits d'édition, et le transfert d'une partie du développement vers Gearbox Software.
Lors de la sortie de Duke Nukem Forever, les testeurs ont vu l'impact du retard accumulé, certaines mécaniques de gameplay datant de 1996 et totalement dépassés par rapport aux standards du FPS, ainsi que de nombreux problèmes techniques, des temps de chargement longs et une technologie datée,. L'humour cru de Duke Nukem ne passait plus, en particulier un passage où Duke fait des blagues alors qu'il massacre des femmes enlevées et inséminées par des extraterrestres,. Le jeu a des notes moyennes sur Metacritic de 49, 51 et 54/100 sur les versions Xbox 360, PlayStation 3 et PC respectivement,,.

### MindJack(2011)
MindJack a été très mal reçu, avec son intelligence artificielle non fonctionnelle, ses visuels, son histoire faible, son gameplay répétitif et ennuyeux, son mauvais jeu d'acteur, son mode multijoueur déséquilibré et de nombreux problèmes techniques qui figent le jeu. Il atteint des scores moyens Metacritic de 44/100 sur PlayStation 3 et 43/100 sur Xbox 360. Kat Bailey de 1UP.com ne trouve rien de bon dans le jeu. IGN résume son test en disant : « MindJack est finalement un jeu de tir frustrant et oubliable avec une présentation horrible, des contrôles bancals et une campagne lourde. Il prend une idée next-gen pour la conception de son multijoueur mais le sort dans un format last-gen. »

### Sword of the Stars II: Lords of Winter(2011)
Sword of the Stars II: Lords of Winter, suite de Sword of the Stars développé par Kerberos et édité par Paradox Interactive, a reçu de mauvaises critiques à sa sortie. Malgré ses graphismes, Sword of the Stars II: Lords of Winter s'est vu reproché son gameplay confus, ses tutoriels minces et de nombreux bugs.
Le jeu a un taux d'approbation de 43,12% sur GameRankings et un score Metacritic de 44/100,. Game Informer donne au jeu 3/10, décrivant le jeu comme un « désastre total » et ajoutant : « ça pourrait être un jeu décent après six mois de patchs bi-hebdomadaires. En l'état, c'est un échec à tous les niveaux. » Jon Michael de IGN lui met 2,5/10, disant « [qu']il y a plein d'autres jeux 4X sur le marché qui réussissent tout ce que [Sword of the Stars II] veut faire, mais en mieux et sans bugs ».

### Postal III(2011)
Le développement de Postal III a été sous-traité par Running with Scissors au studio russe Akella, qui ont engagé le développeur TrashMasters Studios ; cependant, ils n'avaient pas les ressources pour développer le jeu tel que les créateurs de la série le voulaient et se sont surestimés. Le jeu a finalement été un échec critique, obtenant une note moyenne de 24/100 sur Metacritic. L'accueil fut tellement mauvais que Running with Scissors a vite décidé de retirer le jeu des sites de vente en ligne et proposer d'acheter les anciens jeux à la place.
PC Gamer donne à Postal III une note de 21/100, critiquant l'absence de monde ouvert comme Postal 2, une intelligence artificielle mauvaise et un ton offensant qui ne fonctionne pas (rappelant l'adaptation cinéma par Uwe Boll). IGN dit que les problèmes techniques et graphiques choquent plus que le contenu du jeu, critiquant la faible variété et d'ouverture des missions, et remarquant les longs chargements. Toutefois, l'humour, la variété des armes (bien que la plupart des armes spéciales soient moins intéressantes que leurs versions de base) et une amélioration relative des graphismes par rapport à Postal 2 ont été remarqués, mais le jeu reçoit tout de même un 5,5/10. Game Informer donne au jeu 1/10, critiquant la succession de niveaux linéaires et la solution de facilité à utiliser le brisage de 4e mur pour expliquer des bugs qui auraient être résolus avant la sortie (comme un avertissement disant qu'une prostituée pourrait disparaitre si elle est laissée derrière) ne sauve pas Postal III de son gameplay frustrant et bugué. En 2013, Computer and Video Games le cite parmi les 12 pires jeux vidéo de tous les temps.

### Ridge Racer(2011)
Ridge Racer, reboot de la série de jeux de course Ridge Racer sur PlayStation Vita, s'est fait connaitre pour son maigre contenu, un manque de progression dans le jeu, la réutilisation du contenu de Ridge Racer 7, avec un mode en ligne déséquilibré qui limite la vitesse maximale en fonction du niveau, avantageant largement les nouveaux joueurs,.
GameSpot donne au jeu 3,0/10, critiquant le manque de modes qui pousse à l'achat de DLC, ajoutant plus tard que le premier DLC (gratuit pendant une durée limité) n'a fait que rajouter du contenu déjà présent dans Ridge Racer 7 ; le test le décrit donc comme un plagiat fait pour être rentabilisé et non un produit bien pensé. IGN met la même note pour les mêmes raisons, critiquant l'absence d'histoire, de modes de progression et de ligues, ainsi que le réglage du multi-joueur. Ridge Racer est décrit comme « une course dans le vide, à peine une démo technique, emballé dans un système basé sur le social en ligne mais avec des défauts à tous les niveaux. » GamingXP considère que le contenu n'exploite pas les capacités de la VIta et aurait pu sortir sur la première PlayStation Portable.
Le titre a un score Metacritic de 44/100 sur 39 tests et en juin 2012, IGN cite Ridge Racer parmi les 10 pires jeux de 2012.

### The War Z(2012)
The War Z, un survival horror en MMO monde ouvert, a été sorti en version alpha en décembre 2012. Le jeu s'est vu reprocher son gameplay peu intéressant et son usage intensif de microtransactions pour l'achat d'objets et la résurrection de personnages sans attendre, bien que le jeu ne soit pas un freemium "free-to-play". GameSpy donne à The War Z une demi-étoile sur 5, trouvant le jeu mauvais et méritant toute la controverse qu'il a créée, critiquant l'état du jeu à sa sortie et les microtransactions, mais reconnaissant l'atmosphère et la grande distance d'affichage. IGN met un 3/10, déclarant : « le grand taux de réapparition des armes, comme la peur des hackers, rendent les interactions des joueurs dans The War Z trop punitive et unidimensionnelle », et reprochant par la suite les modes manquants, la possibilité de perdre des objets achetés, et le déséquilibre entre armes à distance et armes de mêlée.
Le développeur, Hammerpoint Interactive, a également été accusé de publicité mensongère par les joueurs, car les publicités du jeu sur Steam montraient du contenu absent du jeu final, comme plusieurs décors (un seul pour finir), un système de compétences déblocables par points (non implémenté), des serveurs pouvant accueillir 100 joueurs (le maximum était de 50) et des serveurs privés. Malgré le rectificatif affirmant que ce contenu était à venir par la suite, la masse de commentaires a forcé Valve à retirer le jeu des ventes Steam et rembourser les acheteurs, déclarant que le titre a été mis en vente prématurément. Dans une interview pour PC Gamer, le producteur exécutif Sergey Titov (également cité comme producteur sur Big Rigs: Over the Road Racing) a affirmé que tout était un malentendu sur l'état du jeu à sa sortie. On a également reproché les fortes ressemblances avec ARMA II: Operation Arrowhead et son mode DayZ (alors qu'une extension standalone était en développement) ; le 20 juin 2013, Hammerpoint annonce que le jeu est renommé Infestation: Survivor Stories, afin d'éviter des problèmes de droits avec le film World War Z,,,.

### Call of Duty: Black Ops - Declassified(2012)
Call of Duty: Black Ops - Declassified, sorti sur PlayStation Vita en novembre 2012, a été très critiqué pour sa campagne courte, une intelligence artificielle des ennemis faible et un mode en ligne instable ; il a un score de 33,21% sur GameRankings et une note de 33/100 sur Metacritic. Dan Ryckert de Game Informer met un 3/10 et décrit le jeu comme une « honte complète » pour la série des Call of Duty. Jeff Gerstmann de Giant Bomb le qualifie de « bordel sans nom », critiquant les contrôles étranges basés sur le toucher, des glitches qui bloquent les ennemis dans le décor et un mode multi-joueur avec des cartes « si petites que vous allez apparaitre avec un ennemi sur votre nuque ». Daniel Rutledge de 3 News reproche au jeu une campagne finissable en une heure et le décrit comme trop cher. Peter Willington de Pocket Gamer n'a pas aimé non plus, en parlant comme d'« un doigt d'honneur tendu vers les fans ».

### Final Fantasy All the Bravest(2013)
Final Fantasy All the Bravest, un spin-off de Final Fantasy, est sorti sur iOS en 2013. On lui a reproché son gameplay simpliste, IGN disant même qu'on pouvait le finir avec les yeux fermés, et un système de microtransactions profondément ancré dans le jeu, comme l'achat de "Legendary Characters" – des personnages des épisodes numérotés de Final Fantasy – où un personnage tiré au hasard parmi 35 noms peut être ajouté à l'équipe pour 0,99 $. Le titre est vu comme l'exploitation cynique des fans par l'éditeur, et Destructoid en parle comme d'« un distributeur d'argent plus que d'un jeu ».
En juin 2013, il a un score de 25/100 sur Metacritic.

### SimCity(2013)
SimCity, développé par Maxis par Electronic Arts (EA), devait augmenter le contenu de base du jeu de construction solo avec du contenu en ligne qui permettrait aux villes des différents joueurs d'interagir. Le jeu est sorti en mars 2013 sans mode hors ligne et les serveurs en ligne ont été vite surchargés, amenant certains joueurs à ne pouvoir jouer qu'une trentaine de minutes après avoir attendu plusieurs semaines après la sortie. EA et Maxis ont fini par corriger les problèmes en augmentant les capacités des serveurs et en désactivant du contenu "non critique". Les joueurs n'ont pas trouvé les améliorations prévues dans l'intelligence artificielle et les terrains constructibles étaient plus restreints que dans les opus précédents, puis d'autres ont découvert la possibilité de jouer hors ligne par des commandes de débugging, ce à quoi Maxis a répondu que cette option a été désactivée car « cela ne correspondait pas à [leur] vision ». Le monde hors ligne a été envisagé par EA et Maxis en octobre 2013 et introduit par une mise à jour un an plus tard.
Si le jeu a été bien accueilli par la critique, avec un score de 64/100 sur Metacritic, les joueurs ont été bien plus froids. Les problèmes de serveurs ont généré tellement de mauvais retours que les ventes Amazon.com ont été suspendues pendant quelques jours. Si certains joueurs ayant acheté le jeu en version physique ont pu être remboursés, ceux qui l'ont acheté en ligne via la plateforme Origin d'EA n'ont pas pu le faire et se sont vus offrir un jeu gratuit parmi huit en compensation. EA a obtenu le titre de Pire entreprise des États-Unis dans un sondage de 2013 sur Consumerist, la débâcle des serveurs de SimCity étant une des motivations des votants.
En conséquence de la mauvaise réception du jeu, Electronic Arts a fermé le studio de Maxis à Emeryville en Californie en 2015, transférant les autres productions du studio comme The Sims aux autres studios d'EA. En parallèle, Colossal Order, un studio de Paradox Interactive, a reçu commande d'un simulateur de ville, mais Paradox était hésitant après l'impact de SimCity sur le genre. À la suite de l'échec de SimCity, Paradox a validé Cities: Skylines de Colossal Order, sorti en 2015 et qui fut un succès critique et commercial, au point que certains y voyaient le successeur de SimCity comme représentant du genre,,,.

### The Walking Dead: Survival Instinct(2013)
The Walking Dead: Survival Instinct, un jeu de tir développé par Terminal Reality, est sorti en 2013 pour servir de préquelle à la série télévisée série télévisée, avec les voix des acteurs de la série, dont celle de Daryl Dixon. Il s'est distingué pour ses mécaniques de jeu cassées, ses graphismes laids, son histoire sans intérêt et pour ne pas répondre aux attentes des connaisseurs de la série de comics ou du jeu de Telltale Games,,. Sur Metacritic, la version Xbox 360 a une note moyenne de 32/100 basée sur 30 critiques.
IGN remarque que les mécaniques d'infiltration et l'intelligence artificielle des ennemis sont telles qu'il est plus efficace de courir pour éviter les ennemis plutôt que de suivre les tactiques suggérées, les environnements sont peu inspirés et la narration ne va pas au-delà de « aller d'un endroit à l'autre en espérant trouver l'aide dont on sait qu'elle ne viendra pas », et conclut que le jeu peut avoir ses moments mais déçoit sur tous les aspects. Malgré l'idée d'inviter à l'infiltration par rapport aux Dead Rising ou Left 4 Dead qu'ils trouvent appréciables, CVG critique Survival Instinct pour son design, son gameplay lent et ses visuels, mettant 3/10 à ce qu'ils considèrent comme un gâchis de la licence.
Alex Navarro de Giant Bomb est encore plus virulent, comparant le jeu au titre de The Walking Dead de Telltale, trouvant que Survival Instinct mal réalisé, mal écrit et sans intérêt par rapport à la licence.
Le créateur de la série Robert Kirkman s'est distancié de Survival Instinct après sa mauvaise réception, préférant citer son implication dans le jeu Telltale.

### Aliens: Colonial Marines(2013)
Aliens: Colonial Marines, un jeu de tir à la première personne développé par Gearbox Software et se déroulant dans l'univers de la saga Alien, s'est fait connaitre pour ses nombreux bugs, une intelligence artificielle non fonctionnelle, un gameplay déséquilibré, de mauvais graphismes et un mode co-op mal implémenté. Certains de ces problèmes ont été réglés par la suite avec des mises à jour. L'histoire du jeu pose également des problèmes de continuité avec celle des films Alien, bien que les développeurs affirment que les événements décrits sont canoniques,,,,.
Les développeurs ont été critiqués pour les différences entre les rendus des présentations promotionnelles et le contenu final – montrant des éléments de gameplay finalement absents, un downgrade graphique, des niveaux disparus. Une fois que ces régressions ont été remarquées, le PDG de Gearbox Randy Pitchford a pris en compte ses problèmes et déclaré que le studio allait s'y intéresser. Le studio a par la suite déclaré que les démos étaient optimisées pour des PC avec une configuration puissante mais une fois le jeu rendu par le sous-traitant TimeGate Studios à Gearbox, le studio a fait des changements pour l'optimiser sur consoles.
En avril 2013, une action en justice a été lancée contre Software et l'éditeur du jeu, Sega. Ces différences, avec l'embargo sur les tests de la presse avant la date de sortie, ont lesé les personnes ayant pré-commandé le titre et mené à des accusations de publicité malhonnête. En septembre 2014, Sega accepte de payer un arrangement de 1,25 million $,,.
En juillet 2018, un modder découvre une erreur de typographie dans le fichier INI du jeu qui, une fois corrigée, améliore l'intelligence artificielle des ennemis et la rend plus cohérente avec celles montrées dans les démos et plus proche de celles des Aliens dans les films.

### Star Trek(2013)
Sorti en avril 2013, Star Trek est un jeu de tir à la 3e personne censé faire le pont entre les événements des films Star Trek de 2009 et Star Trek Into Darkness, ce dernier sortant le mois suivant. On lui a reproché son design sans originalité, sa faible qualité, et ses nombreux bugs et glitchs. Metacritic donne des scores respectifs de 46 % sur PS3, 44 % sur PC et 42 % sur XBox 360. Le réalisateur J. J. Abrams déclare en septembre 2013 avoir souffert de la mauvaise réception du jeu et craint pour l'accueil de Star Trek Into Darkness.

### Ride to Hell: Retribution(2013)
Annoncé en 2008 comme un jeu GTA-like dans la contre-culture des années 1960, la sortie de Ride to Hell: Retribution en juin 2013 a été très mal reçue. En particulier, Ride to Hell s'est vu reprocher son gameplay cassé, des contrôles non fonctionnels, un jeu d'acteur et des dialogues pauvres, son portrait dégradant des femmes et son changement en un jeu linéaire. Daniel Starkey de GameSpot considère Ride to Hell: Retribution comme "douloureusement sans substance" et cassé de bout en bout, critiquant son histoire pour montrer « une approche du sexe, de la violence et de la masculinité pathétique et déconnectée » et les développeurs dont il doute qu'ils respectent les joueurs pour sortir un jeu d'un si bas niveau. Le citant comme un nouveau candidat au titre de "Pire jeu de tous les temps", Starkey donne à Ride to Hell un 1/10, ce qui en fait le deuxième jeu (après Big Rigs) à obtenir la note la plus basse de Gamespot. EGM décrit Ride to Hell comme « un bordel sous-développé, linéaire et insultant » avec un « gameplay mal fichu » et de nombreux bugs et glitchs, concluant : « d'autres jeux peuvent offrir moins de contenu pour plus d'argent ou être raccourci sur certains points, mais je ne pense pas qu'il y ait jamais eu un jeu qui fait autant de choses aussi mal », et met 0,5/10. Dans sa vidéo "Top and Bottom 5", Ben "Yahtzee" Croshaw de Zero Punctuation décerne un Zero Punctuation Lifetime Achievement Award for Total Abhorrence à Ride to Hell: Retribution.
Le jeu a un score de Metacritic de 19/100, basé sur 14 tests pour la version Xbox 360. C'est le 3e pire score pour un jeu Xbox 360. La version PS3 est le jeu le plus mal noté sur le site, avec 13/100.

### Ashes Cricket 2013(2013)
Ashes Cricket 2013, un jeu vidéo de cricket développé par Trickstar Games et publié par 505 Games sur Steam, a été repoussé en juin 2013 pour des problèmes de qualité ; la date coincidait avec la manche anglaise des Ashes 2013. Il est resté quatre jours à la vente en novembre 2013 (soit la manche des Ashes 2013-14 en Australie) après un très mauvais retour des joueurs. Dans son test du jeu, Rock Paper Shotgun le trouve « ridiculement mauvais », et critique le titre pour ses contrôles compliqués et mal expliqués, des graphismes laids et ses animations faibles et du contenu ne fonctionnant pas. En décrivant une partie, un testeur écrit que « essayer de suivre la balle est une épreuve, vu que chaque joueur tremble d'une animation glitchée à l'autre, saute d'un endroit à l'autre, avec la caméra qui coupe l'action et change d'angle aux pires moments. C'est, tout simplement, un mauvais jeu ».
505 s'est excusé de la qualité du jeu, a offert de rembourser l'achat de Ashes Cricket 2013 et annulé les versions consoles du jeu,.

### Fighter Within(2013)
Fighter Within, un jeu de combat sur Kinect pour Xbox One (et suite du Fighters Uncaged), a été critiqué pour ses problèmes de détection de mouvement — notamment pour des mouvements complexes et les menus, un gameplay mou avec des combos montré par des cutscenes, et une histoire décrite comme risible par les testeurs. GameSpot, qui donne Fighter Within 2/10, décrit son gameplay comme demandant aux joueurs de « rester planté comme un poireau devant la télé pour ce qui semble une éternité alors que vous sentez votre vie vous quitter pendant les longs temps de chargement ; frapper dans le vide aussi vite qu'il est humainement possible jusqu'à ce qu'on exécute le combo ; regarder la triste animation du combo ; recommencer jusqu'à la victoire,. »
IGN, qui donne au jeu 2,7/10, trouve que Fighter Within ne parvient à détecter les coups de poing basiques et considère l'histoire prétexte à combattre des personnages à l'IA stupide. Dan Ryckert de Game Informer met 1/10 à Fighter Within remarquant que le jeu détecte des mouvements alors qu'il est immobile.
Sur Metacritic, Fighter Within a une note moyenne de 23/100 sur 39 tests, soit le 2e pire score pour un jeu Xbox One en avril 2015. X-One Magazine en parle comme d'un des pires jeux en général.

### Sonic Boom: L'Ascension de LyricetLe Cristal brisé(2014)
Sonic Boom : L'Ascension de Lyric, un jeu dérivé de la série Sonic the Hedgehog développé par Big Red Button Entertainment — studio cofondé par les anciens membres de Naughty Dog E. Daniel Arey et Bob Rafei — et publié par Sega pour la Wii U s'est fait connaitre pour ses nombreux bugs et glitchs, ses graphismes laids et son level design, son gameplay simpliste et répétitif, et une mauvaise écriture, Sur Metacritic, le jeu a une moyenne de 32/100, pour 28 critiques reçues.
Don Saas de GameSpot note que « par une combinaison de contrôles étranges, un système de caméra cassée, et une absence totale de réponse, les éléments de plate-forme et d'exploration de L'Ascension de Lyric sont juste inutilisables. » Metro GameCentral considère L'Ascension de Lyric comme le pire jeu de 2014. Avec Nintendo World Report, ils en parlent comme peut-être le pire jeu Sonic jamais fait,.
Sega a également sorti un titre pour la Nintendo 3DS, Sonic Boom : Le Cristal brisé, développé par Sanzaru Games. Celui-ci a également été mal accueilli avec une note Metacritic de 47/100. IGN considère que le jeu 3DS est une tentative forcée d'ajouter un jeu de puzzle de l'exploration à la formule Sonic, avec un humour qui tombe à plat tandis que Destructoid affirme Le Cristal brisé les ont rendus fous. En février 2015, Sega annonce que L'Ascension de Lyric et Le Cristal brisé se sont vendus à 490 000 unités combinés, les plus mauvais résultats de la saga.

### Raven's Cry(2015)
Raven's Cry, un jeu d'action-aventure de 2015 développé par Reality Pump Studios, a été démoli par la critique pour des raisons multiples ; il reçoit la plus mauvaise note de 1/10 de GameSpot pour « son racisme, son sexisme et son homophobie rampants » et son gameplay cassé. IGN lui donne 3/10 pour ses dialogues, ses combats poussifs, ses contrôles rigides et ses crashs. Daniel Starkey de Eurogamer reproche la piètre qualité du jeu et son histoire remplie de clichés. Allegra Frank de Polygon le cite parmi les pires jeux vidéo de 2015. Le jeu a une note moyenne de 27/100 sur Metacritic basé sur 16 tests et un taux d'approbation de 25,71 % sur GameRankings basé sur 7 tests.
Le jeu est ressorti dans une nouvelle version, sous le titre Vendetta: Curse of Raven's Cry la même année, pour un accueil similaire avec une note Metacritic de 30/100. À la suite d'accusations contre TopWare qui aurait posté de faux messages positifs de joueurs, le jeu a été retiré des ventes Steam en janvier 2016.

### Rugby 15etRugby World Cup 2015(2015)
Développé par HB Studios, Rugby 15 est connu pour ses mauvais graphismes, son intelligence artificielle faible et pour des problèmes d'implémentation des règles du rugby à XV. Dans son test, GamesRadar constate que les mêlées ne fonctionnent pas et qu'il est impossible de les perdre. IGN souligne le même problème, notant qu'il est difficile d'obtenir une pénalité dans les mêlées, et qu'il vaut mieux de ne pas avoir la balle avant d'être dans les 10 mètres au risque de perdre la balle à cause des bugs,.
L'absence de tutoriels est remarquée par IGN. Les graphismes du jeu sur PlayStation 4 et Xbox One sont considérés comme datés et dignes de la génération précédente de consoles. La version PlayStation 3 souffre de plusieurs bugs et de problèmes de rafraîchissements d'image. On reproche aussi l'absence de mode en ligne et des commentaires répétitifs, certains étant recyclés de Rugby World Cup 2011 (en),.
GamesRadar donne Rugby 15 une étoile sur 5, concluant son test en disant qu'« il semble qu'il a été fait à partir des bouts de gras des jeux de rugby qui l'ont précédé » et déconseille aux joueurs de se laisser aller à acheter le jeu dans l'enthousiasme de la coupe du monde de rugby 2015. Le site critique les modèles graphiques des joueurs ne ressemblant pas du tout aux vrais joueurs et que les personnes du public sont des animations plates. IGN donne à Rugby 15 une note de 2/10, déconseille le titre tant il est laid et rempli de bugs. Les versions PS4 et Xbox One de Rugby 15 ont des notes respectives de 19 et 20/100 sur Metacritic, soit les notes plus basses sur ces deux plate-formes,.
HB Studios a également développé Rugby World Cup 2015 (en), pour la coupe du monde de rugby à XV 2015. Le jeu a reçu les mêmes critiques que le titre précédent, pour les mêmes raisons, tout en introduisant de nouveaux problèmes. IGN met au jeu 1,5/10, pour ses bugs, ses problèmes persistants d'intelligence artificielle, la programmation des tacles et des mêlées, et n'y voit qu'une version remaniée de Rugby 15 sortie à la va-vite pour la compétition.
GamesRadar note quelques améliorations par rapport à Rugby 15, mais remarque qu'il n'y a aucun des stades où ont eu lieu les matchs de la coupe du monde et que la moitié des équipes est constituée de joueurs fictifs pour des problèmes de licence, ce qui fait que l'équipe du pays hôte (l'Angleterre) n'est même pas représentée.

### Alone in the Dark: Illumination(2015)
Le sixième titre de la série des Alone in the Dark a été édité par Atari en 2015, montrant quatre personnages coopérant pour résoudre ensemble les mystères d'un manoir. Alone in the Dark: Illumination n'a reçu que des mauvaises critiques. Il a un taux d'approbation de 18,75 % sur GameRankings et une note moyenne de 19/100 sur Metacritic, où il est désigné pire jeu de 2015,. Selon Jim Sterling de Jimquisitions dans son premier test, il considère Illumination comme laid à tous les niveaux, tout en critiquant son mode coopératif et la mécanique de jeu d'utiliser la lumière pour vaincre les ennemis : « le dernier jeu Alone in the Dark est celui où vous n'êtes ni seul, ni dans le noir. » Hooked Gamers démolit le jeu et déclare la licence morte.

### Tony Hawk's Pro Skater 5(2015)
Une relance de la série des Tony Hawk's développé par Robomodo, Tony Hawk's Pro Skater 5 s'est vu reprocher sa faible qualité par rapport à ses prédécesseurs, notamment pour ses performances, son problème de clipping des environnements et son moteur physique. Les environnements du jeu sont considérés comme laids, petits, peu inspirés, avec des tâches simples et avec peu de contenu caché par rapport aux précédents titres. Les modes en ligne empiraient les performances du titre,.
IGN met un 3,5/10 au jeu, considérant le titre oubliable avec ses nombreux problèmes techniques et son manque d'originalité. GameSpot lui donne 3/10, trouvant le jeu basique mais difficilement appréciable avec ses bugs. Polygon cite Tony Hawk's Pro Skater 5 parmi les pires jeux de 2015, le considérant capable de faire détester la licence aux fans de la première heure.

### Umbrella Corps(2016)
Umbrella Corps est un tactical shooter dérivé de la série des Resident Evil sorti sur PlayStation 4 et PC, s'est fait critiquer pour ses mécaniques de gameplay. Brian Albert de IGN met au jeu 3,8/10 : « L'équilibrage est absurde, les contrôles sont lourds, et il n'apporte rien à l'univers des Resident Evil. » Peter Brown de GameSpot lui donne 3/10, le trouvant mal pensé et plat. Zach Furniss de Destructoid démolit le jeu et ne lui trouve rien d'intéressant. John Jacques de Game Rant considère que le jeu n'a aucune direction et donc part dans tous les sens. Ben Reeves de Game Informer le trouve rempli de défauts et conseille à tout le monde de l'éviter. Cade Onder de GameZone le considère comme le pire Resident Evil depuis le 6. En 2017, Olivia White de The Telegraph le désigne pire titre de la série Resident Evil, et PC Gamer le place à la 2e place. Umbrella Corps a une note moyenne de 38/100 sur Metacritic.

### Ghostbusters(2016)
Ghostbusters, un twin-stick shooter, est sorti en parallèle du reboot de 2016. Il a reçu un très mauvais accueil critique, avec des notes moyennes de 30/100 (PlayStation 4) et 32 (Xbox One) sur Metacritic ; le site remarque que Ghostbusters est le jeu le plus mal reçu de 2016. Trois jours après la sortie du jeu, son développeur Fireforge Games s'est déclaré en faillite, et devait encore à Tencent 11,3 millions de dollars pour un projet annulé.
Justin McElroy de Polygon met à Ghostbusters un 2/10, décrivant le titre comme « le dual-stick shooter le plus insipide qu'[il a] testé », manquant de variété, et avec un humour qui tombe à plat. GameSpot est aussi critique, trouvant que le jeu n'est qu'une perte de temps, avec une grande répétitivité dans le gameplay, les environnements et les ennemis, et une faible différence entre les personnages.
IGN note que le jeu fait très peu d'allusions aux films, à part un caméo de Slimer et quelques références aux personnages du film de 2016, ce qu'ils trouvent étrange pour un jeu à licence. Le test a une note de 4,4/10, le site considère le jeu comme un passe-temps simple mais ne souffrant pas la comparaison avec les autres titres du genre.

### No Man's Sky(2016)
No Man's Sky a été annoncé en 2013 comme un jeu d'exploration spatiale dans un univers comptant 18 quintillions de planètes avec une flore et faune spécifiques, tous générés de façon procédurale. Le jeu, annoncé par une petite équipe de Hello Games, a vite attiré l'attention des médias pour son ambition, relancée quand Sony annonce vouloir aider au développement pour porter le titre sur PlayStation 4 avec une version PC. Sean Murray, un des cofondateurs de Hello Games et développeur en chef de No Man's Sky, a décrit ses plans dans plusieurs interviews sur le jeu, mentionnant un mode multi-joueur
Peu avant la sortie de No Man's Sky en août 2016, des copies anticipées montrent l'absence de contenu annoncé, qu'un patch day-one n'a pas amené, notamment le multi-joueur et des éléments mentionnés dans les interviews de Murray. De plus, les joueurs ont constaté que la génération procédurale des planètes ne créaient pas de différences significatives dans les planètes et que les éléments d'exploration s'avéraient vite ennuyeux. Bien que Murray ait essayé de mesurer les attentes des joueurs, le jeu a eu des retours critiques très variés mais globalement mauvais de la part des joueurs. Ce mauvais retour s'est heurté à un manque de communication du studio Hello Games, qui n'évoquaient que les corrections de bugs et les améliorations de performance. Murray reconnait plus tard que leur silence après la sortie est dû au nombre de joueurs et à leurs attentes qu'ils ont sous-estimé. Hello Games a depuis sorti plusieurs mises à jour du jeu, amenant le contenu annoncé et plus, un effort apprécié des joueurs qui voient un jeu bien plus appréciable,. Le jeu est cité en exemple de ce qu'il ne faut pas faire en vendant un jeu, plusieurs commentateurs évoquant les façons de créer de l'intérêt pour un jeu « dans un monde post-No Man's Sky »,,,.

### Star Wars Battlefront II(2017)
Star Wars Battlefront II, originellement un jeu de tir multi-joueur, a été développé par DICE comme une suite du jeu de 2015. Un élément que EA a voulu changer était la gestion des microtransactions ; le premier jeu contenait des contenus téléchargeables (DLC) contenant des personnages et cartes, mais le studio considérait que cela séparait les joueurs en deux groupes entre ceux qui achetaient les DLC et les autres. EA a donc opté pour le système de loot box (appelées Star Crates dans le jeu) ; les joueurs pouvaient gagner des Star Crates, contenant des objets du jeu classés par rareté, en jouant simplement ou en les achetant. Bien que cette mécanique de jeu existe depuis longtemps dans les jeux vidéo, l'approche utilisée dans Battlefront II durant sa période beta pré-lancement s'est avérée problématique pour les joueurs : les boîtes ne contenaient pas simplement des ajouts cosmétiques mais des bonus et autres avantages en jeu, transformant le jeu en pay-to-win,, et certains éléments, comme des personnages établis de la saga Star Wars tels Dark Vador, étaient achetables par des crédits dans le jeu, mais les gains de crédits par le jeu étaient si faibles et les coûts si hauts qu'il nécessitait jusqu'à 40 heures de jeu pour les obtenir sans avoir à acheter des Star Crates. Ainsi, plusieurs journalistes et joueurs se sont interrogés sur l'utilisation à long terme de cette mécanique ; d'autres jeux de 2017 ont permis de soulever la question mais l'utilisation de la licence Star Wars l'a grandement mise en avant,.
EA a revu son approche des Star Crates après le lancement, comme en réduisant le coût de certains personnages spéciaux de 75 %, mais une bonne partie des joueurs restait critique de l'aspect pay to win. Juste avant le lancement du jeu en novembre 2017, Walt Disney Company (qui détient les droits de Star Wars) a contacté EA à ce sujet, poussant EA à désactiver les microtransactions indéfiniment jusqu'à ce qu'ils trouvent une solution,. Si les critiques n'ont pas été négatives, l'image du jeu a inquiété les actionnaires de EA, et en une semaine, les actions de EA ont perdu une valeur de 3 milliards de dollars, pour la controverse des loot box de Battlefront II. EA déclare plus tard que les estimations de vente de Battlefront II ont été manquées de 10 %, pendant que Blake Jorgensen, le PDG d'EA, attribue la réaction des fans à la gestion du système de loot box, dans le jeu et pour les joueurs,. En mars 2018, EA réintroduit un système de microtransactions qui efface l'aspect pay-to-win des Star Crates, qui ne donnent plus que des objets cosmétiques ou des crédits ; les bonus sont désormais déblocables dans le jeu. EA annonce aussi qu'ils vont repenser les microtransactions dans les prochains jeux pour éviter une nouvelle controverse et un impact financier. En réaction à la controverse autour de Battlefront II, plusieurs pays ont commencé à légiférer pour évaluer si le système de lootbox n'était pas assimilable à une forme de pari en ligne, et donc cherchent à réguler les ventes des titres, notamment pour les mineurs, voire à changer les classements ESRB et PEGI pour préciser la présence de toute transaction financière dans le jeu,,.

### The Quiet Man(2018)
The Quiet Man est un jeu d'action-aventure beat'em up développé par Square Enix et Human Head Studios, ce dernier studio étant connu pour avoir produit le Prey de 2006. Le jeu a été très mal reçu à sa sortie, les critiques se concentrant sur son histoire, sa courte durée de jeu par rapport à son prix, les bugs, un côté prétentieux ressenti, les séquences de gameplay peu engageantes et une incohérence autour de la thématique de la surdité, de grandes différences apparaissant entre la caractérisation du protagoniste et les cinématiques de jeu, réalisées à la manière d'un film sonore de manière confuse par rapport à un film muet.
Selon Metacritic, le jeu a une note moyenne de 40/100 sur PC et 29/100 pour la version PlayStation 4. PC Gamer décrit le jeu comme un « désastre spectaculaire » et ajoute : « il y a beaucoup de mauvais jeux, mais qu'un titre annoncé à l'E3 et fait par un studio et éditeur majeur soit si catastrophique, c'est quelque chose. » Destructoid lui donne 4/10, déclarant que le jeu ne livre pas d'action live de grosse production, des créations de synthèse réalistes et un gameplay haletant, et a de bons côtés, mais « ils font vite place à des erreurs flagrantes. »

### Fallout 76(2018)
Fallout 76 est un jeu de rôle en ligne de la série des Fallout. Développé par Bethesda Game Studios, Fallout 76 représente le premier essai du studio dans un jeu totalement en ligne, et la première incursion d'un mode multi-joueur dans un titre Fallout par Bethesda Studios. À sa sortie, les testeurs ont été déçus par le jeu, après la présentation faite lors de l'E3 2018 plus tôt dans l'année : ceux qui attendaient une expérience portée par la narration héritée des précédents titres Fallout ont considéré le contenu faible en histoire, et les joueurs espérant des interactions originales entre joueurs ont trouvé que le jeu était plus orienté vers l'affrontement que la coopération[réf. souhaitée]. Plusieurs critiques considèrent que Fallout 76 a voulu recréer le style de Destiny mais a essayé de brider le Vault-Tec Assisted Targeting System (V.A.T.S., un système de ciblage automatique qui ralentit le temps pour donner plus de temps au joueur pour choisir ses cibles), ce qui ne peut fonctionner efficacement dans un jeu multi-joueurs en ligne. Le jeu avait aussi de nombreux bugs et glitchs à sa sortie. En réponse, Bethesda a sorti des patchs, pour certains de plus de 50 gigabits, souvent sans effet,,,,, parfois même recréant des bugs réparés auparavant,. Certains joueurs ont pointé du doigt ce qui semblait être la réutilisation du Creation Engine de Fallout 4, mais les journalistes ont souligné un nombre d'améliorations significatif. D'autres joueurs ont reproché le prix élevé d'éléments cosmétiques et des éléments donnant des avantages tels qu'ils étaient assimilés à du pay-to-win,,. Comme avec No Man's Sky, Bethesda a peu communiqué sur les améliorations du jeu post-sortie, ce qui a provoqué la gronde des joueurs. Bethesda a aussi été critiqué pour leur méthode concernant le ban des joueurs utilisant des mods (qu'ils soient pour corriger le jeu ou pour tricher) qui consistait à fermer leur compte sans prévenir et en leur demandant de rédiger un essai expliquant en quoi les mods affectent les jeux en ligne,. Les notes de Fallout 76 sur Metacritic pour PC, PlayStation 4 et Xbox One sont en moyenne de 51/100, mais les notes des joueurs sont bien plus sévères.
Au-delà des problèmes du jeu en lui-même, le contenu des éditions spéciales a posé des problèmes, certains objets collector - un sac ou une bouteille d'alcool - ne correspondant pas à la description originale, Bethesda devant renvoyer des objets conformes par la suite,. De plus, durant les premiers mois après la sortie de Fallout 76, une faille de sécurité des systèmes de support de Bethesda a dévoilé de façon non intentionnelle les données personnelles de 65 utilisateurs s'étant plaints du contenu physique,.

## Années 2020

### Warcraft III: Reforged(2020)
Warcraft III: Reforged est une édition remasterisée du jeu vidéo de stratégie en temps réel Warcraft III: Reign of Chaos de 2002 et de son extension The Frozen Throne. Le jeu a été développé et publié par Blizzard Entertainment et publié le 28 janvier 2020 comme mise à jour du produit Warcraft III existant sur Battle.net: et l'achat de la mise à jour Reforged a fourni de nouveaux modèles de personnages et d'autres fonctionnalités graphiques améliorées, mais la plupart des autres modifications du moteur ont été corrigées par rapport au titre d'origine pour tous les propriétaires de ce produit. Bien que le jeu ait reçu des critiques mitigées de la part des critiques, lors de son lancement, le jeu a reçu des critiques négatives de la part des fans pour son instabilité et les fonctionnalités manquantes qui étaient dans la version d'origine, comme les classements, le support des clans, et des fonctionnalités promises telles que des scènes coupées refaites qui étaient annoncées dans le cadre du marketing du jeu. Ceux qui n'avaient pas acheté Reforged étaient également contrariés de perdre des fonctionnalités d'origine avec la mise à jour. Le jeu a été "massivement détesté" selon les avis des utilisateurs sur l'agrégateur d'avis Metacritic et a reçu le score le plus bas de tous les jeux sur le site. Blizzard a alors proposé une politique de remboursement sans poser de questions aux utilisateurs déçus des mises à jour et a promis qu'ils travailleraient pour résoudre les problèmes des joueurs.

### Diablo Immortal(2022)
Diablo Immortal est un jeu sur PC, Android et iOS, développé et publié par Blizzard Entertainment et sorti le 2 juin 2022. L'histoire se déroule entre Diablo II et Diablo III.
Au moment de sa sortie, de nombreux joueurs avaient exprimé leurs craintes devant le tournant pris par la saga vers le jeu mobile, en reprenant un gameplay proche de celui de Diablo III sorti peu avant. Malgré les qualités du gameplay reconnues par les joueurs et les critiques, le jeu finit par atteindre la plus mauvaise note jamais donnée à un jeu sur Metacritic, atteignant 0,2 sur 10, en raison de ses nombreux bugs mais surtout de son système de microtransactions invasif pour un jeu en free-to-play, un vidéaste joueur ayant calculé qu'il fallait dépenser près de 100 000 € pour atteindre le niveau maximal.

### The Day Before(2024)
The Day Before est un jeu vidéo multijoueur mêlant le tir et le survival horror, développé par Fntastic et publié par Mytona.
The Day Before a reçu des critiques négatives de la part d'IGN, Eurogamer, GamesRadar+ et Steam. Les critiques affirment que le jeu manque de combats de mêlée, d'intelligence artificielle, de taille du monde et de problèmes techniques. Certains joueurs estiment qu'il s'agit davantage d'un simple jeu de tir que d'un MMO. La popularité du jeu diminue de 75 % deux jours après sa sortie et de 90 % quatre jours après.